# مگاسپوراسه
مگاسپوراسه یک خانواده از قارچها است که به راستهٔ پرتوساریالس تعلق دارد. این آرایه‌ها با جلبک سبز همزیست شده‌اند و روی سنگ‌ها رشد می‌کنند و اغلب در آب‌وهوای دریایی نزدیک به آب شیرین رشد می‌کنند. تحلیل‌های تبارزایشی نشان داده‌اند که این خانواده با خانوادهٔ پرتوساریاسه که یکی دیگر از خانواده‌های همزیست هستند، خویشاوند است. سردهٔ آسپیسلیا از خانوادهٔ هایمنلیاسه به خانوادهٔ مگاسپوراسه منتقل شده است.